# Pytilia phoenicoptera
La estrilda alirroja (Pytilia phoenicoptera) es una especie de ave paseriforme de la familia Estrildidae propia de África occidental y central. 

## Distribución
Se puede encontrar en Benín, Burkina Faso, Camerún, Chad, Costa de Marfil, Etiopía, Gambia, Ghana, Guinea, Guinea-Bissau, Malí, Níger, Nigeria, República Centroafricana, República Democrática del Congo, Senegal, Sierra Leona, Sudán, Togo y Uganda. Se estima que su área de distribución alcanza unos 370.000 km². 

## Subespecies
Se reconocen dos subespecies:
- Pytilia phoenicoptera emini.
- Pytilia phoenicoptera phoenicoptera.